# 대한방사선종양학회
대한방사선종양학회(The Korean Society For Therapeutic Radiology And Oncology)는 회원상호간의 친목을 도모하며 방사선종양학의 발전에 기여함을 목적으로 한다. 이 회는 목적을 달성하기 위하여 1982년 10월 8일 설립된 대한민국의 학술단체이다. 사무실은 서울특별시 강남구 일원로 81 삼성서울병원 양성자센터 지하2층에 있다.

## 연혁
- 1982년: 서울대학교병원에서 대한치료방사선과학회라는 이름으로 창립
- 1983년: 《대한치료방사선과학회지》 창간
- 1995년: 학회 명칭을 대한치료방사선과학회에서 대한방사선종양학회로 변경
- 1998년: 《대한방사선종양학회지》로 명칭을 변경

## 주요 사업
- 학술대회, 학술집담회 및 강연회 등의 개최
- 학회지 및 관련도서의 발간
- 회원의 학문 향상을 위한 사업
- 방사선종양학의 국제교류 및 협력
- 기타 이 회의 목적 달성에 필요한 사항

## 같이 보기
- 방사선종양학